# مارتین فاولر (بازیکن فوتبال)
مارتین فاولر (انگلیسی: Martin Fowler؛ زادهٔ ۱۷ ژانویهٔ ۱۹۵۷) بازیکن فوتبال اهل بریتانیا است.
از باشگاه‌هایی که در آن بازی کرده‌است می‌توان به باشگاه فوتبال بلکبرن روورز، باشگاه فوتبال هارتل پول یونایتد، باشگاه فوتبال استوک‌پورت کانتی، باشگاه فوتبال اسکانتورپ یونایتد، و باشگاه فوتبال هادرزفیلد تاون اشاره کرد.